# Jaime Rumeu
Jaime Rumeu i Perera fue un historietista español (Barcelona, 14 de enero de 1930- 30 de noviembre de 2003), que trabajó sobre todo para el mercado exterior. 

## Biografía
Jaime Rumeu inició su carrera profesional en 1948, con la serie Johnny, el Temerario para Publicaciones Ibero Americanas. Siguió con la ciencia ficción en Átomo Kid o El mundo futuro para la editorial Toray, pero realizó la mayor parte de su obra para el extranjero a través de la agencia Creaciones Editoriales.
Con el boom del cómic adulto en España, volvió a publicar en el mercado local: Trillizas (renombrada como Los Ángeles de Charlie) (1977) y Simplísima (1980).

## Obra
| Años | Título                             | Guionista     | Tipo            | Publicación                           |
| ---- | ---------------------------------- | ------------- | --------------- | ------------------------------------- |
| 1949 | Johnny, el Temerario               |               | Serial          | Ibero Americanas                      |
| 1953 | Operación Satélite                 | Víctor Mora   | Serie           | A todo color-Aventuras                |
| 1955 | Bisonte Gráfico                    |               | Serial          | Bruguera: Dan                         |
| 1956 | Aunque le cueste creerlo           |               | Serie colectiva | Pulgarcito                            |
| 1956 | Atome Kid                          | M. Bañolas    | Serie           | Artima                                |
| 195  | El mundo futuro                    | Ricardo Acedo | Serial          | Toray                                 |
| 1962 | Brigada Secreta                    |               | Serial          | Toray                                 |
| 1965 | Espionaje                          |               | Serial          | Toray                                 |
| 1966 | Las Enfermeras                     |               |                 | Toray                                 |
| 1967 | Robot 76                           |               | Serial          | Toray                                 |
| 1977 | Trillizas - Los Ángeles de Charlie |               | Serial          | Valenciana                            |
| 1980 | Simplísima                         | Julio Amat    | Monografía      | Bufafurats: Bufafurats Cómics, núm. 1 |